# Proteo
Proteo (in greco antico: Πρωτεύς?, Prōtèus) è un personaggio della mitologia greca. Era una divinità del mare, dei fiumi e delle distese d'acqua nonché oracolo e mutaforma.

## Genealogia
Figlio di Poseidone, sua madre è identificata con Fenice (Φοινίκη, Phoinìke), figlia del re di Fenicia Fenice (Φοῖνιξ, Phòinix). Gli sono assegnati diversi figli: fu padre di Cabeiro, Idotea, Poligono e Telegono, ed Eioneo. Euripide nella tragedia Elena aggiunge Teoclimeno, chiama Idotea "Eidoteonoe" e cita come madre Psamate, mentre Licofrone nel poema Alessandra aggiunge due figli (innominati) avuti dalla sposa-sorella Torone.

## Mitologia

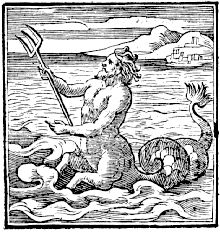
Proteo in un'incisione di Jorg Breu del 1531.

Proteo, dal greco protos (πρῶτος), significa "primo", così come protogonos (πρωτόγονος) significa "primordiale", o anche "nato per primo". Era una divinità in grado di scrutare attraverso la profondità del mare e di predire il futuro a chi fosse stato in grado di catturarlo. Spesso è associato all'isola egiziana di Faro (dove sorvegliava le foche di Poseidone) o all'isola greca di Lemno.

### L'origine egiziana
Proteo potrebbe essere una trasposizione verso la mitologia greca di una più antica divinità fenicia, in quanto sull'isola di Faro (il luogo dove viveva e dove Menelao lo catturò nell'Odissea) esisteva una colonia commerciale fenicia. Diodoro osserva che solo i Greci lo chiamavano Proteo, mentre gli Egizi lo chiamavano Cete.
Più di un autore comunque scrive che Proteo era un egiziano (o anche un re d'Egitto) che andò in Tracia e prese in moglie Torone. Ma poiché i suoi due figli erano violenti e furono uccisi da Eracle, dispiaciuto chiese a suo padre Poseidone di riportarlo in Egitto. Poseidone, acconsentendo alla preghiera del figlio, generò una voragine a Pallene dentro a cui gli fu possibile passare sotto al mare e ritornare in Egitto.

### Omero

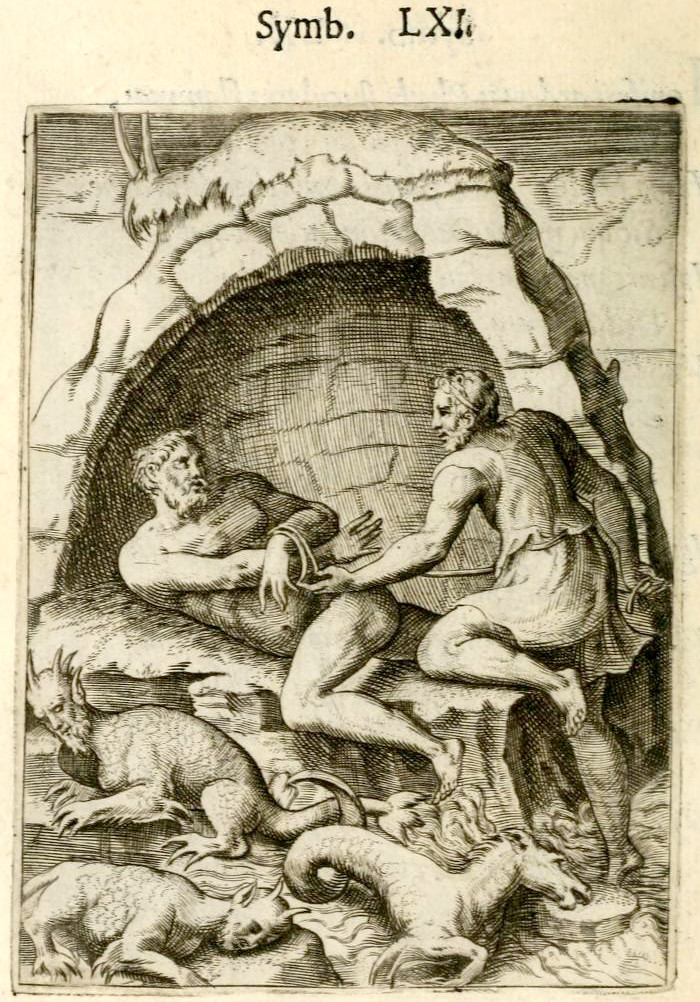
Menelao cattura Proteo (1574), illustraz. di Giulio Bonasone contenuta in un'opera di Achille Bocchi.

Nell'Odissea si racconta che «Proteo d'Egitto, l'immortale vecchio del mare che non mente mai, che suona il profondo in tutte le sue profondità ed è servo di Poseidone», soleva uscire dal mare a mezzogiorno per sdraiarsi a sonnecchiare all'ombra delle rocce e che chi desiderava conoscere il proprio destino doveva avvicinarsi a lui a quell'ora per coglierlo nel sonno. Era necessaria la forza per trattenerlo poiché Proteo era un muta forma e quindi in grado di assumere qualsiasi sembianza.
Menelao, infatti, di ritorno dalla guerra di Troia e dopo averlo catturato, lo vide trasformarsi in un leone, un serpente, un leopardo, un maiale, persino in semplice acqua ed ancora diventare un albero prima di riprendere la forma umana e predirgli il futuro. Dall'incontro fra Menelao e Proteo prende spunto anche uno dei Dialoghi marini dell'autore greco Luciano di Samosata.

### Virgilio
Virgilio nelle Georgiche menziona più volte Proteo (ma lo posiziona a Scarpanto) ed aggiunge che attraversa i mari su un carro trainato da ippocampi mentre rivisita i paradisi di Tessaglia e della nativa Pellene.

## Nella cultura successiva

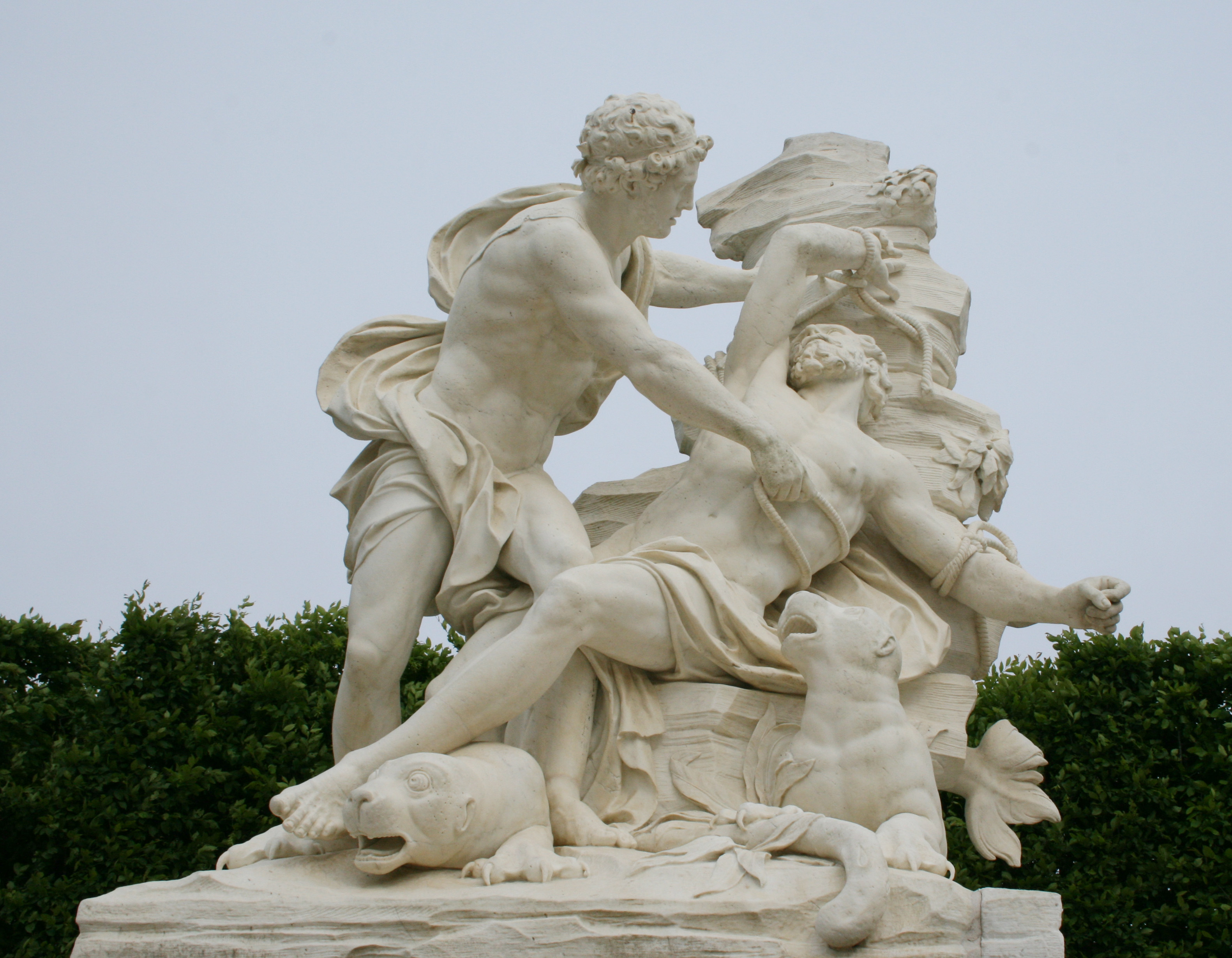
Aristeo cattura Proteo, gruppo statuario nei Giardini di Versailles (opera di Sébastien Slodtz).

- Dalla sua capacità di trasfigurarsi scaturisce il termine proteiforme, che indica un essere in grado di mutare forma in ogni momento. “Proteo” si riferisce anche ad una persona che cambia spesso opinioni o parola, per cui di un uomo variabile si dice che “è un Proteo”.
- Da questo personaggio mitologico prende nome anche la sindrome di Proteo, una malattia rarissima che comporta deformazioni estese a causa di anomalie nella crescita di parti del corpo.
- Nei fumetti degli X-Men appare spesso un personaggio chiamato Proteus; sebbene il cattivo non sia un mutaforma ma si trasferisca di corpo in corpo, ha adottato comunque il nome della divinità.
- Nel film The Lighthouse (2019) il personaggio interpretato da Willem Dafoe appare in un'allucinazione del protagonista, interpretato da Robert Pattinson, nelle sembianze di Proteo.
- Appare nel cartone animato Ulisse. Il mio nome è Nessuno, dove però non è figlio di Poseidone, bensì un pirata di nome Clepto che prova a derubare Ulisse, per poi venire sconfitto e cadere in fondo al mare. Grazie ad una ninfa che lo trasforma in un uomo pesce si salva e decide di aiutare Poseidone nella sua vendetta contro l'odiato Ulisse.
- Nel fumetto Tex appare un criminale trasformista chiamato Proteus, in grado di assumere le sembianze di chiunque e di farsi beffe dello stesso ranger.
- Nel videogioco The Immortal (1990), tra gli oggetti magici rinvenibili dal mago protagonista vi è un Protean Ring ("anello proteiforme") in grado di conferire a chi lo adoperi le sembianze di un goblin.